# 萨尔瓦多·法尔范
萨尔瓦多·法尔范（西班牙語：Salvador Farfán，1932年6月22日—），墨西哥男子足球运动员，司职中场。他曾代表墨西哥国家队参加1962年国际足联世界杯，结果队伍止步小组赛阶段。